# Croton mexicanus
Espèce
Croton mexicanus est une espèce de plantes à fleurs du genre Croton et de la famille Euphorbiaceae présente du sud-est du Mexique au Costa Rica.
Il a pour synonymes :
- Croton mexicanus var. glabrescens, Müll.Arg., 1865
- Croton mexicanus var. glandulosus, Müll.Arg., 1865
- Croton mexicanus, var. subintegrifolius, Müll.Arg., 1865
- Oxydectes mexicana, (Müll.Arg.) Kuntze